# Mehmet Güler (Maler)
Mehmet Güler (* 1944 in Malatya, Türkei) ist ein türkisch-deutscher Maler und Grafiker. Er zählt zu den weltweit bekanntesten türkischen Künstlern, wenngleich er seit 1977 seinen Lebensmittelpunkt in Deutschland Kassel hat.

## Leben
Güler wuchs in Anatolien auf und studierte nach dem Schulabschluss Malerei und Grafik an der Gazi-Universität in Ankara. Das Studium beendete er 1965 mit dem Diplom für Malerei und Grafik. Nach Pflichtwehrdienst und einer Tätigkeit als Kunsterzieher und anschließend als Dozent an der Gazi-Universität erhielt er vom türkischen Erziehungsministerium ein zweijähriges Auslandsstipendium, das er in Kassel verbrachte. An der Hochschule für bildende Kunst in Kassel erwarb Güler 1976 das deutsche Diplom für Malerei und Grafik. Nach der Rückkehr in die Türkei lehrte er wieder an der Gazi-Universität. Die zunehmende Politisierung im Hochschulbetrieb veranlasste ihn Ende 1977, mit seiner Familie nach Kassel überzusiedeln, wo er seitdem als freischaffender Künstler lebt und arbeitet.
In seiner 2019 auf Deutsch erschienenen Autobiographie „Vergangenheit in der Sonne“ schildert Güler eindringlich den langen und mühseligen Weg aus seiner anatolischen Heimat in die Welt der Kunst und der Malerei.

## Werk

### Grafisches Werk
Aus dem Frühwerk Gülers ragen seine Holzschnitte heraus, in denen er sich vorwiegend mit dem Leben der Menschen in der ländlichen Türkei auseinandersetzt und die sozialkritische Tendenzen aufweisen. Diese Arbeiten, in denen er oftmals die Struktur des Holzes als Grundelement nutzt, sind noch figürlich geprägt und zeigen Menschen in ihren Lebens- und Arbeitsbedingungen. Im Verlauf seiner künstlerischen Entwicklung trat das Figurenhafte zurück bzw. wurde mehr und mehr bewusst reduziert, ist aber bei näherer Auseinandersetzung mit seinen Arbeiten oftmals noch erkennbar. Das Kunstmagazin betrachtete 2007 das Werk Gülers als Ergebnis eines ost-westeuropäischen Spannungsfeldes.

### Malerei
In seiner Malerei, dem Hauptwerk Gülers, und in seinen Farbradierungen fand und findet er eine eigene Ausdrucksweise und Formensprache, in denen sich die Farbflächen verdichten und in denen die Farben zu explodieren scheinen. Auch auf dieser „Leuchtkraft“ seiner Gemälde – so der Titel einer großen Retrospektiv-Ausstellung in Kassel im Jahr 2019 – beruht sein künstlerischer Erfolg. Frank Günter Zehnder führt dazu aus:

„Bei den Bildern von Mehmet Güler kann man sich kaum irren. Sie sind unverwechselbar, ihre Handschrift ist stets eindeutig und wiedererkennbar. Seine Bildsprache durchlief über die Jahre – wie alle großen Œuvres – manche Wandlungen in inhaltlicher, formaler und prozessualer Hinsicht, sie behielt sozusagen ihre Grundtonart, ihren Duktus und ihre unmittelbare Ansprache. Sie hat Eigenarten und Grundlinien, die von den frühen Holzschnitten bis zu den aktuellen Ölbildern über Jahrzehnte hinweg zusammenschließen. Seine Kunst ist weder gedankenlos noch kopflastig, sie beansprucht sowohl das intellektuelle Verständnis und sehr direkt die Empfindung und Einfühlung. So setzen die jüngsten, beinahe glühenden Bilder Signale und wecken die Neugier, sie beanspruchen eine intensive Betrachtung bis ins Detail und führen zum konzentrierten Durchlesen der Bildflächen. Die Bildwelt des Malers ist ein eigener Kosmos mit individuell entwickelten Gesetzen, die fern jeder Starrheit alle Freiheit für jeweils eigene Akzente lassen. Wer sich auf sie einlässt, öffnet gewissermaßen Fenster und Türen für eine Begegnung mit existentiellen Aussagen und mit der anstürmenden Wucht der Farben.“

Und Andreas Kaernbach, Kurator der Kunstsammlung des Deutschen Bundestages, schrieb anlässlich der Aufnahme eines Gemäldes Gülers in die Kunstsammlung des Deutschen Bundestages:

„Sein Schaffen sei der Nachkriegsmoderne verhaftet, ohne dass der Maler seine Wurzeln in Anatolien leugne. In seiner Kunst, die neben Malerei auch Grafik und Bildhauerei umfasse, habe er einen eigenen Weg von der figürlichen Darstellung seiner frühen Arbeiten zu einer freien Abstraktion der Farben gefunden… Bereits in seinen Graphiken sei seine Nähe zu einem expressiven Stil erkennbar, der dann immer stärker auch seine Malerei präge. In ihr dominierten intensiv leuchtende Farbflächen, meist ein brennendes Rot oder Rot-Orange, daneben ein kühl schimmerndes Blau oder gelegentlich ein helles, vitales Grün. Zwischen die großen Farbfelder schiebe sich ein Weiß, wie in dem Gemälde ‚Genuss der Hitze‘, Andeutungen von Menschengruppen, skizzenhaft und dynamisch angelegt und kombiniert mit Schriftzeichen… Es seien die malerischen Meisterwerke eines abstrakt und expressiv arbeitenden international anerkannten Künstlers, dessen Werke aber seine Herkunft immer wieder durchscheinen ließen, und der, ganz der Moderne verhaftet, zugleich eine Welt aus 1001 Nacht lebendig werden lasse.“

### Skulpturen
Seit 2002 erschafft Mehmet Güler auch Skulpturen aus Holz und Metall, die der Kunstjournalist Dirk Schwarze in den „Grenzraum zwischen Natur und Skulptur“ verortete.

## Ausstellungen
Güler hat bis zum Jahr 2019 über 200 Einzelausstellungen, vorwiegend in Deutschland und der Türkei, aber auch in den USA, Großbritannien, Österreich, der Schweiz und den Niederlanden. Er nahm zudem an zahlreichen Gruppenausstellungen teil und wurde zu internationalen Biennalen, Triennalen und Messen eingeladen. Seine Werke finden sich in zahlreichen öffentlichen Sammlungen und solchen öffentlicher Institutionen.
Im Jahr 2020 kaufte die Kunstsammlung des Deutschen Bundestages das Ölgemälde Mehmet Gülers „Genuss der Hitze“ (2019) an, das seitdem dort ausgestellt ist.

### Auswahl jüngerer Einzelausstellungen
- „Gemälde und Graphik“ – Galerie Liebau, Burghaun 2002
- „Mehmet Güler – Dialogversuch- nicht möglich, Dialogversuch- ist möglich“ – Galerie Sievi, Berlin und Kassel Galerie Bittner & Dembinski, 2003
- „Mehmet Güler“ (Ölbilder und Radierungen) – Arda Art Gallery, Ankara 2005
- „Mehmet Güler: Ölbilder und Grafiken“ – Galerie Spectrum, Euskirchen 2006
- „Mehmet Güler“, Museum Küppersmühle für Moderne Kunst, Duisburg 2007
- „Mehmet Güler:Dialogversuch“ – Kunstverein Lübbecke, Lübbecke 2008
- „Mehmet Güler (1944) – Tem Art Gallery“, Istanbul 2011
- „Wer sich selbst und andere kennt … Malerei von Mehmet Güler“ Ausstellung der 64. Kunstbegegnung Bensberg, 2012[1]
- „Mehmet Güler: Orient und Okzident“, Abtei Brauweiler, Köln 2013[1]
- „Mehmet Güler: Diyalog ve Gerilim“ – Batibirlik Sanat Galerisi, Ankara 2013
- „Im Rausch der Farben“, Retrospektivausstellung, Kulturamt Unna, Schloss Cappenberg 2014[8]
- Galerie am Gendarmenmarkt, Berlin 2015
- Galerie Sievi, Berlin 2016
- Galerie Tem, Istanbul 2016
- Internationale Kunstmesse Karlsruhe, Einzelausstellung, 2018
- Galerie Spectrum, Euskirchen, 2019
- KulturNetz Kassel e. V., documenta Halle Kassel, 2019

## Preise und Auszeichnungen (Auswahl)
- 2014 Ehrung der Stadt Kassel mit der „Goldene Ehrennadel“.
- 2013 Bosphorus Awards, Türkisch-Europäische Stiftung für Bildung und wissenschaftliche Forschung DTS
- 2001 Premio Agazzi, Bergamo, Italien
- 1991 Preis internationaler Grafik Wettbewerb Bergamo, Italien
- 1990 Preis internationale Grafik Triennale Frechen, Deutschland
- 1986 Preis internationale Grafik Triennale Frechen, Deutschland
- 1984 Auszeichnung der Enka Stiftung, Wettbewerb für Malerei und Grafik, Türkei
- 1983 DYO Wettbewerb für Malerei und Grafik, Türkei
- 1983 Vakko Wettbewerb für Malerei und Grafik, Türkei
- 1983 Preis der Sedat Simavi Stiftung, Preis für darstellende Künste, Türkei
- 1983 Auszeichnung Wiking Grafik, Wettbewerb, Türkei
- 1979 Auszeichnung DYO Wettbewerb für Malerei und Grafik, Türkei
- 1977 Auszeichnung DYO Wettbewerb für Malerei und Grafik, Türkei
- 1975 Preis der 36. staatlichen Kunstausstellung für Grafik, Türkei
- 1974 DYO Wettbewerb für Malerei und Grafik, Türkei
- 1973 Auszeichnung des DYO Wettbewerb für Malerei und Grafik, Türkei